# Polish Journal of Chemistry
Polish Journal of Chemistry – polski miesięcznik naukowy, wydawany przez Polskie Towarzystwo Chemiczne w latach 1921–2009 (do roku 1977 jako Roczniki Chemii), poświęcony problemom chemii podstawowej (m.in. chemia fizyczna, chemia teoretyczna, chemia nieorganiczna, chemia organiczna, biochemia, chemia leków, chemia polimerów i biopolimerów); według Journal Citation Reports 2011 – IF 0,393.

## Historia

### Roczniki Chemii (1921–1977)
Założycielem i pierwszym redaktorem naczelnym Roczników Chemii był Jan Zawidzki. Czasopismo powstało jako organ utworzonego w roku 1919 – z inicjatywy Leona Marchlewskiego, Stanisława Bądzyńskiego i Ignacego Mościckiego (przyszłego Prezydenta RP) – Polskiego Towarzystwa Chemicznego (PTChem). Po śmierci Jana Zawidzkiego (wrzesień 1928) funkcję redaktora naczelnego pełnili Wojciech Alojzy Świętosławski (1928–1934) i Tadeusz Miłobędzki (1935–1939). Przez ponad 10 lat (1928–1939), poprzedzających wybuch II wojny światowej, sekretarzem redakcji była Alicja Dorabialska.
W latach 1921–1952 Roczniki Chemii ukazywały się jako miesięcznik, a później jako kwartalnik lub dwumiesięcznik (1953–1962) i ponownie jako miesięcznik (1963–1977).
W pierwszych wydaniach przedstawiono historię PTChem, listę jego członków oraz teksty wykładów, przygotowanych w regionalnych oddziałach Towarzystwa; w kolejnych wydaniach drukowano tylko streszczenia, a od roku 1936 tylko tytuły tych wykładów. Główną część zawartości stanowiły oryginalne artykuły naukowe polskich chemików, którzy – do lat 60. XX w. – stosunkowo rzadko przesyłali swoje prace do wydawnictw zagranicznych. Artykuły  publikowano zwykle w języku polskim, ze streszczeniami w języku francuskim lub angielskim. W pierwszych latach istnienia wydawnictwa drukowano po ok. 20 prac, a w roku 1934 już ok. 150.
Pierwsze wydanie powojenne, zredagowane zespołowo przez Tadeusza Miłobędzkiego, Alicję Dorabialską i Włodzimierza Trzebiatowskiego, ukazało się w roku 1946. Zawierało m.in. listę chemików, którzy zostali zamordowani lub zginęli w czasie wojny. Alicja Dorabialska sprawowała funkcję redaktora naczelnego do roku 1949. Przez kolejne 35 lat pełnił ją Wiktor Kemula (do śmierci w roku 1985), we współpracy – w latach 50. i wczesnych 60. XX w. – z Józefem Hurwicem i Janem Świderskim oraz Jerzym Chodkowskim (sekretarzem redakcji od 1955 r., a od 1969 r. – zastępcą redaktora naczelnego). Redaktorami byli w tym czasie Osman Achmatowicz Jr, Bogdan Baranowski, Bolesław Bochwic, Henryk Buchowski i Barbara Serafinowa.

### Polish Journal of Chemistry
| Rok  | Impact Factor | Index Copernicus |
| 1995 | 0,422         |                  |
| 1996 | 0,492         |                  |
| 1997 | 0,468         |                  |
| 1998 | 0,508         |                  |
| 1999 | 0,595         |                  |
| 2000 | 0,575         |                  |
| 2001 | 0,533         | 11,61            |
| 2002 | 0,528         | 11,35            |
| 2003 | 0,515         | 11,37            |
| 2004 | 0,640         | 11,37            |
| 2005 | 0,513         | 13,61            |
| 2006 | 0,491         | 13,52            |
| 2007 | 0,483         | 13,33            |
| 2008 | 0,518         | 13,36            |
| 2009 | 0,523         | 13,08            |
| 2010 | 0,441         |                  |
| 2011 | 0,393         |                  |

W roku 1978 podjęto decyzję o wydawaniu czasopisma wyłącznie w języku angielskim i zmianie jego nazwy na Polish Journal of Chemistry. W redakcji Barbarę Serafinową zastąpił Wojciech Stec, Henryka Buchowskiego – Zbigniew Galus z UW (w roku 1982). Po śmierci prof. Kemuli (1985) redaktorem naczelnym był Jerzy Chodkowski (1985–1992), a następnie Bogdan Baranowski. Kierował redakcją do roku 1997, początkowo wspólnie ze Zbigniewem Galusem i Januszem Jurczakiem, a następnie ze Zbigniewem Galusem i Jerzym Wichą. W roku 1997 stanowisko redaktora naczelnego objął Bogdan Baranowski (redaktorzy: Zbigniew Galus, Krzysztof Wojciechowski i – od 1999 r. – Sławomir Jarosz).
W latach 2005–2009 stanowisko naczelnego redaktora zajmował Zbigniew Galus, a redaktorami byli Jolanta Bukowska (Uniwersytet Warszawski) i Krzysztof Wojciechowski (Instytut Chemii Organicznej PAN). W skład zespołu  redakcyjnego wchodzili: Bogdan Baranowski (Warszawa), Edward Dutkiewicz (Poznań), Barbara Grzybowska-Świerkosz (Kraków), Henryk Kozłowski (Wrocław), Mieczysław Mąkosza (Politechnika Warszawska), Marian Mikołajczyk (Łódź), Lucjan Sobczyk (Wrocław), Jerzy Suwiński (Gliwice).
W roku 1993 utworzono międzynarodowy komitet doradczy, w którego skład weszli: Norbert M. Bikales (Międzynarodowa Unia Chemii Czystej i Stosowanej, Livingston, NJ), Jacek Klinowski, (University of Cambridge), Philip Kocienski (University of Leeds), Jean-Marie Lehn (Uniwersytet w Strasburgu), R. Parsons (University of Southampton), Sergio Trasatti (Università di Milano), Henk C. van der Plas (Wageningen University & Research).
W JChem publikowano artykuły ze wszystkich dziedzin czystej chemii – artykuły oryginalne i przeglądowe, komunikaty, recenzje książek. Czasopismo było indeksowane w BazTech, Science Citation Index Expanded i Current Contents – Physical, Chemical & Earth Sciences. W latach 1995–2011 osiągało Impact Factor 0,393–0,640, Index Copernicus 11,35–13,63 i punktację MNiSZW 15–20.
W grudniowym wydaniu z roku 2009 zamieszczono (na stronach 2245–2246) artykuł Romana Mierzeckiego pod tytułem Roczniki Chemii – Polish Journal of Chemistry 1921–2009, w którym autor przypomina historię wydawnictwa i informuje o decyzji jego likwidacji, przez wejście w ścisłą kooperację z podobnymi wydawnictwami europejskimi i utworzenie  European Journals. Artykuł kończy zdanie:

We hope that Polish chemical academic community will accept the decision and that Polish chemists will submit their research papers to Euopean Journals even more intensely than they do now.

Archiwum PJChem pozostało dostępne online (spisy treści i autorzy oraz streszczenia artykułów; pełne teksty poszczególnych wydań, np. z roku 2009: nr 8, dedykowany  dedykacja: prof. Stanisław Mrowec i nr 12 z artykułem Romana Mierzeckiego).

### Konsorcjum ChemPubSoc Europe
W roku 2010 Polskie Towarzystwo Chemiczne podjęło decyzję o przyłączeniu się do konsorcjum ChemPubSoc Europe, utworzonego w latach 90. XX w. w wyniku fuzji różnych czasopism chemicznych, wydawanych przez towarzystwa chemiczne różnych krajów Europy. PTChem stało się współzałożycielem European Journal of Organic Chemistry i European Journal of Inorganic Chemistry. Do konsorcjum przystąpiły również wydawnictwa:
- Acta Chimica Hungarica, Models in Chemistry
- Anales de Química
- Bulletin des Sociétés Chimiques Belges
- Bulletin de la Société Chimique de France
- Chemische Berichte
- Chimika Chronika
- Gazzetta Chimica Italiana
- Liebigs Annalen
- Recueil des Travaux Chimiques des Pays-Bas
- Revista Portuguesa de Química